# Odd Hassel
Odd Hassel (17.5.1897 – 11.5. 1981) là nhà hóa lý người Na Uy đã đoạt giải Nobel Hóa học năm 1969.

## Cuộc đời
Hassel sinh tại Kristiania, con của Ernst Hassel - bác sĩ phụ khoa - và Mathilde Klaveness. Năm 1915, ông vào học toán học, vật lý, hóa học ở Đại học Oslo, và tốt nghiệp năm 1920. Sau khi nghỉ học một năm, ông sang München, Đức làm việc trong phòng thí nghiệm của giáo sư Kasimir Fajans. Việc nghiên cứu của ông ở đây đã dẫn tới việc phát hiện ra các chất chỉ hấp thu. Sau đó ông chuyển sang nghiên cứu tinh thể học tia X ở Viện Kaiser Wilhelm tại Berlin. Nhờ sự giúp đỡ của Fritz Haber, ông được một học bổng của Quỹ Rockefeller để đẩy mạnh việc nghiên cứu. Năm 1924, ông đậu bằng tiến sĩ ở Đại học Berlin, sau đó ông trở về làm việc ở Đại học Oslo từ năm 1925. Năm 1934 ông được phong giáo sư và tiếp tục làm việc ở đây tới năm 1964 thì nghỉ hưu.

## Sự nghiệp
Trở về Oslo, ban đầu Hassel tập trung nghiên cứu về hóa vô cơ, nhưng từ năm 1930 ông tập trung vào nghiên cứu những vấn đề liên quan tới cấu trúc phân tử, đặc biệt cấu trúc của cyclohexan và các chất dẫn xuất của nó. Ông giới thiệu các khái niệm về moment lưỡng cực điện và nhiễu xạ điện tử cho cộng đồng các nhà khoa học Na Uy. Sau khi xuất bản một bài khảo cứu về cách cấu tạo của cyclohexan, Hassel bị chính quyền Đức Quốc xã chiếm đóng Na Uy bắt giam và gửi tới Trại tập trung Grini cho tới năm 1944.
Từ năm 1950, Hassel nghiên cứu cấu trúc của các hợp chất chuyển điện tích, và cuối cùng đã có thể lập ra các quy tắc hình học của loại hợp chất này.

## Đời tư
Cha ông qua đời khi ông lên 8 tuổi, người mẹ ở vậy nuôi các con. Ông sống chung với mẹ cho tới khi 35 tuổi mới dọn tới ở Blindern (khu vực trường Đại học Oslo). 
Ông không kết hôn. Cả ông và người anh em sinh đôi Leif đều bị chứng bạch tạng.

## Giải thưởng
- Ông đã được trao Giải Nobel Hóa học năm 1969 chung với Derek Barton.